# Škoda 45T
Škoda 45T (nazwa handlowa ForCity Smart 34) – typ tramwaju produkowanego przez czeską firmę Škoda Transportation dla brneńskiego przewoźnika DPMB. Pierwszy tramwaj został dostarczony w 2022 roku.

## Konstrukcja
Typ 45T wzorowany jest konstrukcyjnie na eksploatowanym w Helsinkach typie Artic ForCity Smart i jest zbliżony do modelu 40T z Pilzna. Jest to tramwaj trójczłonowy, dwukierunkowy, w 100% niskopodłogowy. Nadwozie wyposażono w pięcioro drzwi po obu stronach (zewnętrzne drzwi na końcach wagonu są zwężone) oraz cztery obrotowe wózki napędowe wyposażone w osiem silników trakcyjnych o mocy 70 kW każdy. Tramwaj jest w pełni monitorowany i klimatyzowany.

## Dostawy

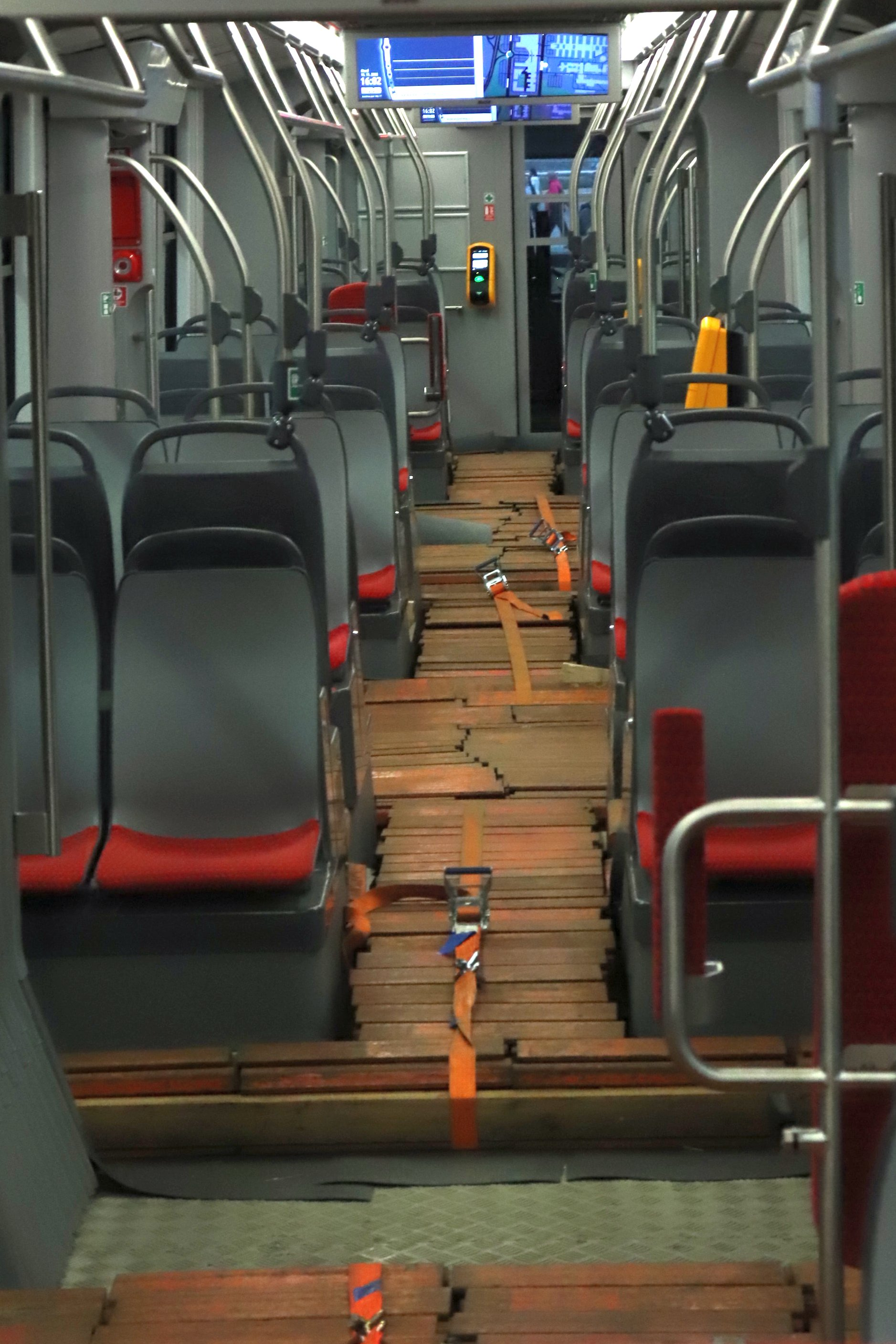
Wnętrze tramwaju nr 1760 podczas jazd testowych ze stalowymi prętami na podłodze symulującymi ciężar pasażerów

W styczniu 2020 roku DPMB ogłosiło przetarg na dostawę do 40 sztuk dwukierunkowych tramwajów o dużej pojemności, który został poprzedzony konsultacjami z różnymi producentami. Zwycięzcą przetargu w lutym 2021 roku został jego jedyny uczestnik, Škoda Transportation z typem 45T (ForCity Smart 34). Zgodnie z podpisaną umową w ciągu dwóch lat ma zostać dostarczonych pięć tramwajów, a DPMB otrzymało opcję na kolejnych 35. W eksploatacji wagony 45T mają głównie zastąpić dwukierunkowe tramwaje Tatra KT8D5R.N2. Pierwszy tramwaj nr 1760 (później nazwany Hedvika) przyjechał do Brna 12 października 2022 r. i po kolejnych jazdach próbnych bez pasażerów został przekazany do eksploatacji próbnej z pasażerami 11 grudnia 2022 r. Pozostałe cztery zamówione tramwaje miały zostać dostarczone do lutego 2023 roku. Dostawa opóźniła się i w wyznaczonym terminie dostarczono tylko jeden tramwaj, pozostałe trzy miały zostać dostarczone do kwietnia 2023 roku. Jednak nawet tego terminu nie dotrzymano, gdyż ostatni tramwaj przyjechał do Brna dopiero w połowie maja. W marcu 2023 roku DPMB otrzymało dotację na zakup kolejnych 15 pojazdów, których dostawa miała zostać rozłożona na lata 2023–2025. W październiku 2023 roku zatwierdzono aneks do umowy ramowej zwiększający cenę za jeden tramwaj z pierwotnych 59,9 mln koron do 75 mln koron w związku z gwałtownym wzrostem cen materiałów i usług u dostawców. Następnie w listopadzie 2023 r. złożono zamówienie na 15 opcjonalnych tramwajów 45T, z których pierwsze pięć ma zostać dostarczonych w ciągu 18 miesięcy od zawarcia umowy, a pozostałych dziesięć w ciągu 24 miesięcy od zawarcia umowy.
| Państwo        | Miasto | Typ | Lata dostaw | Liczba | Numery taborowe |  |
| -------------- | ------ | --- | ----------- | ------ | --------------- |  |
| Czechy         | Brno   | 45T | 2022–2023   | 5      | 1760–1764       |  |
| Łączna liczba: | 5      |     |             |        |                 |  |